# 군감자

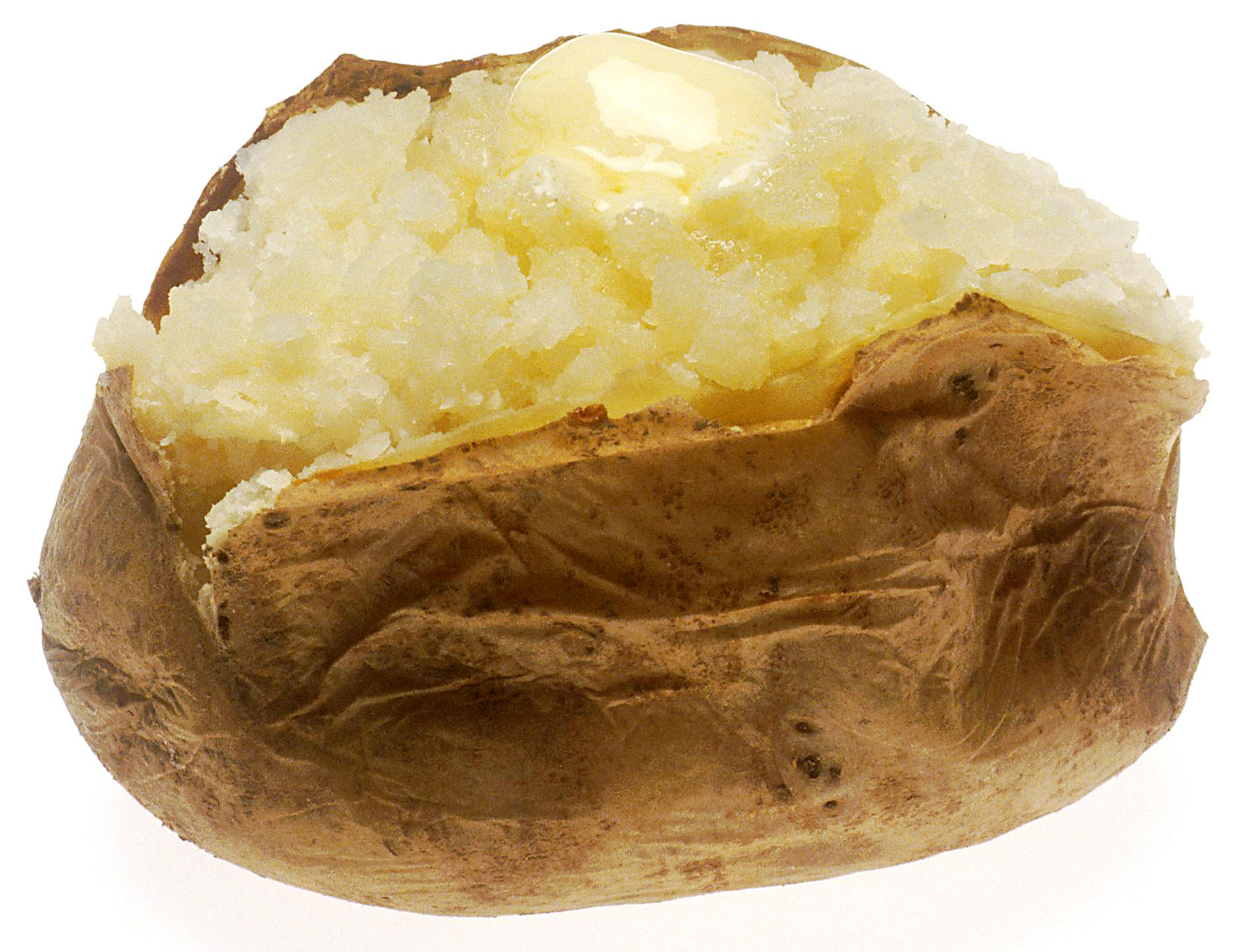
버터 바른 군감자.

군감자는 식용을 목적으로 오븐이나 전자레인지에 구운 감자를 말한다. 충분히 구워진 감자는 바깥 면이 바삭한 질감을 갖고 있으며, 반대로 속은 먹기 좋게 말랑해지는 상태가 된다. 이 상태에서 적당한 가공을 거친 뒤 바로 식사용으로 제공되며, 버터, 치즈, 햄 등을 곁들이기도 한다.

## 같이 보기
- 쿰피르
- 군고구마
- 군밤